# Гідрогеологія Швеції
Гідрогеологія Швеції.
Близько 80% тер. країни знаходиться в межах Балтійського гідрогеол. масиву і лише крайня зах. частина, від плато Хер’єдалєн до широти Кіруни, належить до басейну підземних вод каледонських складчастих структур Скандинавії. У межах Балтійського гідрогеол. масиву розвинені тріщинні і тріщинно-жильні води інтрузивних і метаморфічних порід. Поширені також порові води четвертинних відкладів. 
Артезіанські басейни порово-тріщинних і тріщинно-карстових пластових вод, пов'язані з покривалами осадових і вулканічних порід платформного типу, займають обмежені площі. Дебіти бурових свердловин в породах кристалічного фундаменту складають десяті частки л/с, але в зонах тектонічних порушень можуть досягати 10-15 л/с. Підземні води верх. частини розрізу (до 800 м) доброї якості з мінералізацією до 1 г/л,  гідрокарбонатні лужноземельні, м'які. Але в зоні узбережжя часто солонуваті (до 10 г/л,  хлорид-натрієві) – древні реліктові води морського генезису. Підземні води артезіанських басейнів укладені в теригенних і карбонатних породах верх. протерозою, палеозою і місцями мезозою. Ці води напірні, продуктивність свердловин – одиниці л/с. До глибини 200-300 м підземні води доброї якості і використовуються для водопостачання міст. Серед порових вод четвертинних порід найбільший практичний інтерес представляють води флювіогляціальних і моренних відкладів. Вони залягають на глибині до 10-15 м, доброї якості, важливе джерело централізованого водопостачання. Моренні підземні води поширені, доступні (колодязі), інтенсивно експлуатуються.
Підземні води Швеції використовуються г.ч. для питного водопостачання. Пробурено понад 0,5 млн свердловин на воду, проте частка використання підземних вод невелика і осн. джерелом споживання є поверхневі води. Природні геол. запаси прісних підземних вод країни оцінені в 4 км³, або бл. 1-2% запасів поверхневих вод.